# 장한윈
장한윈(중국어 간체자: 张含韵, 정체자: 張含韻, 병음: Zhāng Hányùn, 한자음: 장함운, 1989년 4월 9일~)은 중화인민공화국의 가수 겸 배우이다.

## 출연작

### 드라마
- 2013년 후난위성텔레비전 금응독파극장 《인위애정유다미》 - 치치 역
- 2016년 후난위성텔레비전 찬석독파극장 《난릉왕비》 - 원청쇄 역
- 2018년 후난위성텔레비전 금응독파극장 《지부지부응시녹비홍수》 - 성숙란 역
- 2019년 저장 위성 텔레비전 주파극장 《중이전기》 - 제강 역
- 2021년 텐센트 웹드라마 《애흔미미》 - 팡신 역
- 2022년 후난위성텔레비전 금응독파극장 《옥면도화총상봉》 - 호교 역